# Maja et Célestine au balcon
Maja et Célestine au balcon est une huile sur toile  de Francisco Goya conservée à Palma de Majorque dans une collection privée. Il s’agit d’une belle maja accoudée au balcon et regardant le spectateur en souriant. Dans son dos, et dans la pénombre se trouve la vieille Célestine qui la surveille avec envie.

## Histoire

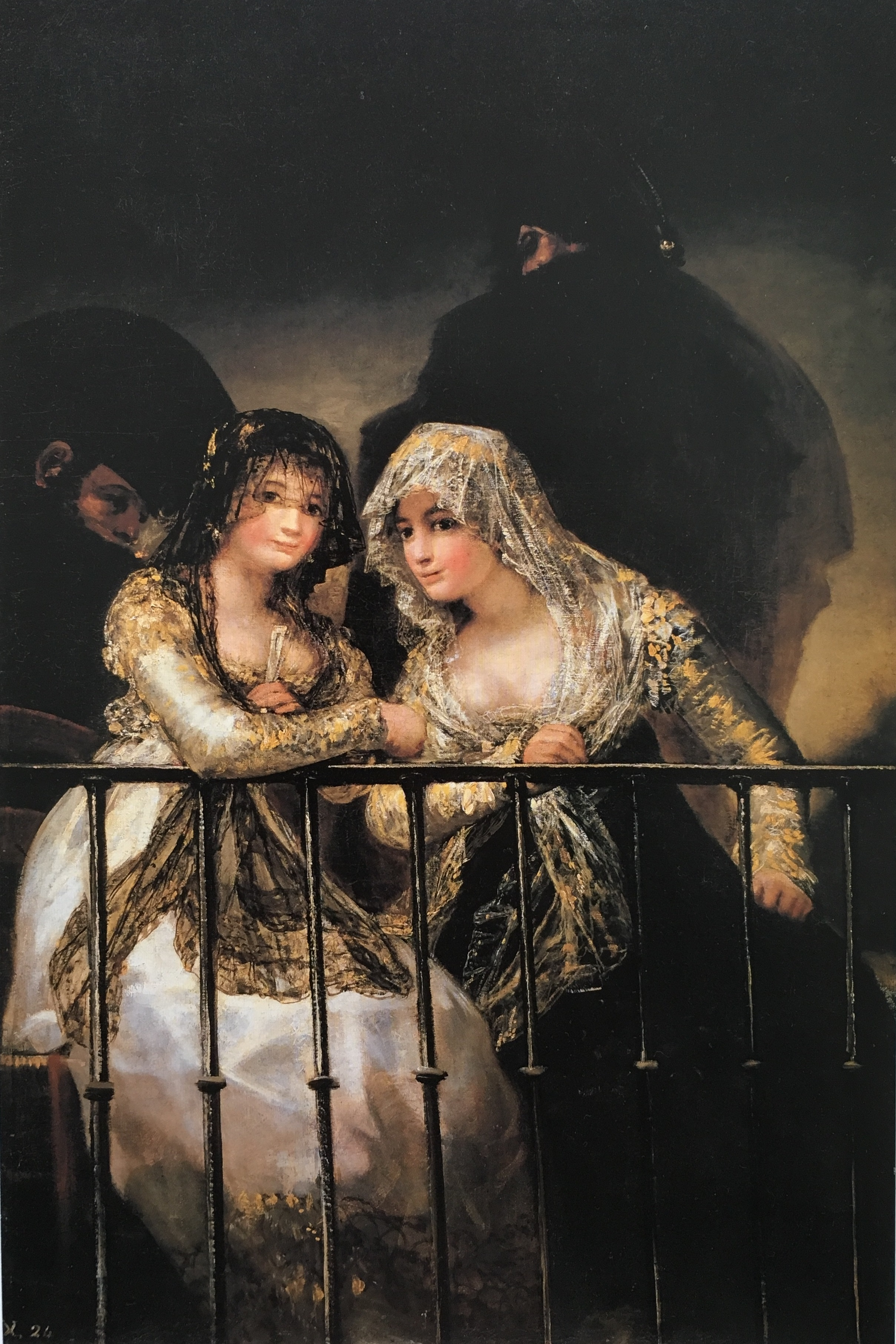
Francisco Goya, Les Majas au balcon, 1808–1814, huile sur toile, 162 × 107, Suisse, collection particulière

Le thème des majas et majos était classique chez Francisco de Goya. Il reprend ici le même thème que Les Majas au balcon mettant en évidence des dames de l’aristocratie vêtue de façon populaire, comme dans Portrait de la duchesse d'Alba en noir (1797, New York).
Au XVIIIe siècle les revendications féminines pouvaient être synthétisées par le concept de « martialité ». Ceci impliquait,  entre autres, de parler librement sans rougir de presque tous les sujets, de se débarrasser des vêtements couvrant les chevilles ou les cheveux, dans un mouvement illustré de façon romantique par le personnage de Carmen de Prosper Mérimée et de sa mise en musique par Bizet.
Céléstine est un personnage créé par Fernando de Rojas (1465-1541), qui, comme Don Giovanni, représente une classe d’individu dans la société espagnole d’alors. C’est une vieille femme à la recherche d’un homme riche pour sa fille ; une sorcière en quête de sang jeune. Le tableau n’est plus alors une simple scène de genre mais une critique de la société espagnole du XVIIIe siècle. À l’époque, une femme à son balcon était appelée venterana (femme à la fenêtre), surnom associé à la prostitution.

## Description et style
Le vêtement de la jeune fille est richement brodé, ce que Goya rend pleinement avec des coups de pinceaux brefs et rapides ; alors que les voiles sont rendus avec des lignes douces. À côté de la maja, la vieille mégère est sinistre et obscure. À côté de la beauté, sont évoqués le mal, le sexe, la profanation et mis côte-à-côte, en comparaison directe.
L’opposition des styles entre les deux personnages est telle qu’ils semblent représenter deux états de la même personne, à la manière de  docteur Jekyll et de M. Hyde, ou du couple loup–grand-mère couple du petit chaperon rouge. En théorie, il devrait y avoir un moyen de passer d’un état à l’autre, comme l’indique Stevenson ; bien que dans le cas de Goya, cette réversibilité ne soit ni simple ni garantie.
De l’obscurité, Goya ne revint jamais vers la pleine lumière. Les peintures de cette période comportent toutes des éléments de lumières et des éléments d’obscurité, marquant une rupture entre la première partie de sa vie d’artiste, avec des toiles baignées de lumière, et la seconde, où dominent les ombres, et culminant avec les peintures noires.

## Note
1. ↑  J. Chastenet, La Vie quotidienne en Espagne au temps de Goya, 1966, Paris
2. ↑  Janis Tomlinson, Goya, 2002, Phaidon
3. ↑  Renato Barilli, L'alba del contemporaneo: l'arte europea da Füssli a Delacroix, 1996, Feltrinelli